# 阿帕瑪
阿帕瑪 ，為巴克特利亞人斯皮塔米尼斯的女兒，塞琉古帝國建立者塞琉古一世的王后，他們在前324年的蘇薩集體婚禮中奉亞歷山大大帝之命結婚。
阿帕瑪和塞琉古一世有兩個兒子，長子安條克一世和阿凱夫斯。以及兩個女兒，分別為阿帕瑪和勞迪絲。塞琉古相當深愛他的妻子，在亞歷山大大帝逝世後，當初大部分在蘇薩婚禮中迎娶東方妻子的馬其頓顯貴紛紛拋棄她們，但塞琉古依舊與阿帕瑪在一起，並且建立許多城市以阿帕瑪為名，命名為阿帕米亞。
古羅馬普魯塔克記載，兩人關係一直到阿帕瑪逝世後才結束，之後塞琉古一世迎娶德米特里一世的女兒斯特拉托妮可。